# Luc Colyn
Luc Colyn (Gent, 2 mei 1958) is een voormalig Belgisch wielrenner. Hij was beroepsrenner van 1980 tot 1993. In 2017 werd hij assistent-ploegleider van de pro-continentale wielerploeg Sport Vlaanderen-Baloise. Colyn is een aangetrouwde kleinzoon van Achiel Buysse.

## Belangrijkste overwinningen
1982
- Nationale Sluitingsprijs

1984
- Ronde van Midden-Zeeland
- GP Stad Zottegem

1986
- Nokere Koerse

1989
- Driedaagse van West-Vlaanderen
- Europees kampioen Derny

1991
- Gullegem Koerse

## Resultaten in voornaamste wedstrijden
| Jaar | Ronde van Italië | Ronde van Frankrijk | Ronde van Spanje |
| ---- | ---------------- | ------------------- | ---------------- |
| 1981 |                  | opgave              |                  |
| 1982 |                  |                     |                  |
| 1983 |                  |                     |                  |
| 1984 |                  |                     | opgave           |
| 1985 |                  |                     |                  |
| 1986 |                  |                     |                  |
| 1987 |                  |                     |                  |
| 1988 |                  |                     |                  |
| 1990 |                  |                     |                  |
| 1991 |                  |                     |                  |
| 1992 |                  |                     |                  |

| Jaar | Milaan-San Remo | Gent-Wevelgem | Ronde van Vlaanderen | Parijs-Roubaix | Amstel Gold Race | Luik-Bast.‑Luik | Kuurne-Brussel-Kuurne | Omloop Het Volk | Brabantse Pijl |
| ---- | --------------- | ------------- | -------------------- | -------------- | ---------------- | --------------- | --------------------- | --------------- | -------------- |
| 1981 |                 | 81e           |                      |                | 51e              |                 |                       |                 | 8e             |
| 1982 |                 |               |                      |                |                  |                 | 8e                    |                 |                |
| 1983 | 32e             | 24e           | 4e                   | 16e            | 7e               | 50e             |                       | Brons           | 9e             |
| 1984 |                 |               | 8e                   | 13e            |                  |                 |                       | 6e              |                |
| 1985 | 105e            | 62e           | 16e                  | 22e            |                  | 84e             |                       | 6e              |                |
| 1986 |                 |               | 38e                  | 33e            | 19e              |                 | 14e                   |                 |                |
| 1987 |                 |               |                      | 45e            |                  |                 | 14e                   |                 |                |
| 1988 | 110e            |               | 65e                  |                |                  |                 |                       |                 |                |
| 1990 |                 | 32e           |                      | 79e            |                  |                 | 16e                   |                 |                |
| 1991 | 130e            | 146e          | 48e                  |                |                  |                 |                       |                 |                |
| 1992 |                 | 114e          |                      |                |                  |                 |                       |                 |                |